# 笔村立交
笔村立交位于中华人民共和国广州市黄埔区，为广园快速路与开发大道的交汇处，是连接广州经济技术开发区西区、广州科学城的交通要道。立交始建于1994年，共分三层：底层为广园快速路的东西向车道；二层为转盘式互通立交；第三层为南北走向的高架路及南往西、西往南方向匝道，于2008年5月加建。